# Jean Riolan, o Velho
"Jean Riolan, o Velho (Amiens, 1539 — Paris, 18 de Outubro de 1605) foi médico e professor de Medicina da Universidade de Paris. Era pai de Jean Riolan, o Jovem. Renomado por suas realizações, tanto na literatura como na ciência, diz-se que falava os idiomas clássicos com extrema facilidade, tendo assim grande intimidade com o conteúdo de quase todos os escritos antigos.  No entanto, sua vida é conhecida de forma fragmentária,  exceto que deu aulas de filosofia natural no Colégio do Boncourt, em Paris, onde se formou em 1574, e ocupou o cargo de reitor  da faculdade entre 1586 e 1587.
Foi árduo defensor da doutrina de Hipócrates e dos antigos, a quem defendeu calorosamente em detrimento dos alquimistas. Suas obras, indicadoras da sua genialidade, foram reunidas e publicadas postumamente, junto com alguns tratados, em Paris, em 1610, sob o título de ""Opera Omnia"", sendo alguns publicados separadamente sobre a incipiência dos praticantes de cirurgia de sua época. Escreveu também comentários sobre as doutrinas de Hipócrates e de Jean Fernel (1497-1558).
Tal como Guy Patin (1601-1672), discordava de William Harvey com relação à circulação do sangue.

## Obras

Generalis methodus medendi

- Disputationes duae, una de origine, altera de incremento et de cremento philosophiae, Paris, 1565
- Ad Impudentiam quorundam Chirurgorum, qui Medicis suquari et Chirurgiam publice profiteri volunt; proveteri dignitate Medicinal Apologia philosophica, Paris, 1567
- Dialecticam Petri Rami una ex prælectianibus, Riolano docente raptim excerpta , Paris, 1568
- De anima mundi Disputatio philosophica, 1570
- Commntarii in sex posteriores physiologiae  Fernelii libros, 1577
- Ad Libros de abditis rerum causis, Paris, 1602
- De primis rerum naturalium Principis, Paris, 1602
- Opera Omnia - 1610
- Discours sur les hermaphrodites, 1614
- Tractatus de febribus - 1640
- Ad Ferneli Librum de elimentis Commentarius, 1576
- Ad Librum de facultatibus anima
- Ad Librum de functionibus et humoribus
- Ad Librum de procreatione hominis
- Ad Librum de spiritu et calido innnato
- Ad Librum de temperamentis
- Artis medicinalis theoricae et practicae Systema, 1629
- Disputatio metaphysica
- Expositio in Hippocratis Aphorismos